# Angiotensine
Angiotensine is een hormoon in het menselijk lichaam. 

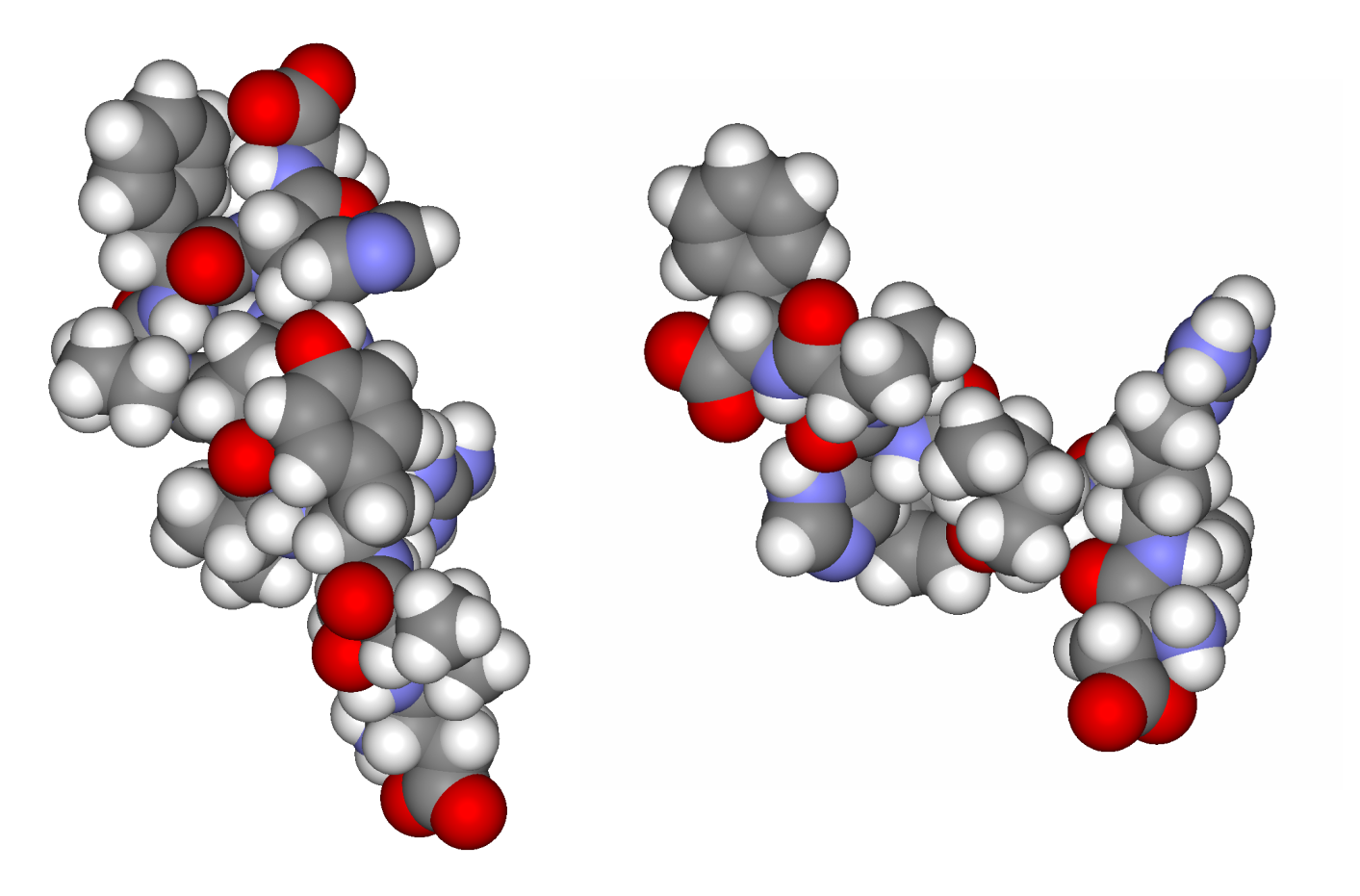
Structuur van angiotensine I en angiotensine II

Angiotensine is eigenlijk een tussenproduct: Het is afkomstig van het (hoofdzakelijk) door de lever geproduceerde angiotensinogeen dat onder invloed van renine wordt omgezet tot angiotensine I. Renine wordt in de nier geproduceerd, ter hoogte van het juxtaglomerulaire apparaat. Angiotensine I wordt vervolgens door het angiotensine-converterende enzym (ACE) omgezet tot angiotensine II dat de resorptie van water en Na+ stimuleert. Deze resorptie zorgt ervoor dat het extracellulair volume stijgt. Tevens zorgt angiotensine II voor een toename van het dorstgevoel, waardoor er meer water wordt ingenomen, wat ook bijdraagt aan de toename in volume. Naarmate de hoeveelheid vocht in het bloed stijgt, zal ook de totale hoeveelheid bloed stijgen, waardoor ook de bloeddruk toeneemt. 
Naast zijn werking op de nieren heeft angiotensine II ook een vernauwende invloed op de bloedvaten. Een vernauwing van de bloedvaten verhoogt de weerstand en dus ook de bloeddruk. 